# كليف واتسون (متسابق دراجات نارية)
كليف واتسون (بالإنجليزية: Cliff Watson)‏ هو متسابق دراجات نارية أسترالي، ولد في 28 أغسطس 1916 في كرايستشرش في نيوزيلندا، وتوفي في 1989.